# دایهاتسو میرا
دایهاتسو میرا (Daihatsu Mira) خودرویی است که از سال ۱۹۸۰ تا کنون تولید شده‌است.